# Oldřich Med
Oldřich Med (31. červenec 1914 Jihlava, Rakousko-Uhersko – 23. září 1991 Rosice, Československo) byl římskokatolický kněz, salesián, spisovatel a překladatel.
Vzdělával se v salesiánském noviciátu v jugoslávském Radně. Po návratu do vlasti pracoval jako vychovatel v salesiánském domě ve Fryštáku u Zlína. Vystudoval Arcibiskupské gymnázium v Kroměříži a na doporučení Ignáce Stuchlého dále studoval v italském Turíně, kde byl posléze vysvěcen na kněze.
Po ukončení studií působil jako vychovatel v ostravském salesiánském ústavu. Ten však byl za protektorátu Čechy a Morava rozpuštěn. Navzdory nebezpečí, které z toho plynulo, pokračoval tajně ve výuce svých svěřenců ve Dvorku. Po osvobození od okupantů se vrátil do Fryštáku, kde se stal ředitelem Salesiánského ústavu.
Po roce 1948 byl komunistickým režimem uvězněn. Po propuštění působil v Hodoňovicích u Frýdku-Místku. Dne 13. dubna 1950 byl zatčen a internován v klášteře v Oseku u Duchcova. Odtud byl přemístěn do kláštera v Želivě a šest let zde byl internován.
Po skončení věznění pracoval nejprve jako kaplan v Měříně a Jihlavě, posléze jako farář ve Slavonicích a naposledy v Rosicích. Při své činnosti byl sledován StB. Zájem o jeho osobu ze strany StB pominul teprve po jeho přeložení do Rosic, kde měla KSČ tradičně silnou podporu obyvatelstva. Přes své přeložení do nepříznivého prostředí ve své funkci obstál. Vedl výuku náboženství, organizoval přednášky a vzdělávací kurzy. Pro mládež založil oratoř Dona Boska. Podílel se na přípravě podkladů pro blahořečení salesiána Ignáce Stuchlého. Započatým, ale už nedokončeným úkolem, kterého se ujal, byla organizace výstavby kostela Panny Marie Pomocnice v Brně-Žabovřeskách. Naposledy působil ve farnosti Rosice u Brna.
Jeho mladším bratrem byl salesiánský misionář v Indii Jan Med (1916–2011).

## Dílo
- První učení o Bohu, Dějiny spásy, Život z víry - trojdílný katolický katechismus - učebnice pro výuku náboženství. (Sepsal ve spolupráci s kardinálem Tomáškem)
- Český Don Bosco - životopis P. Ignáce Stuchlého
- Eduard Vojnar : salesiánský katechista
- O Bohu - příručka pro katechisty
- Příprava na svátost smíření a svaté přijímání

## Překlady
- Ježíš Kristus ve mně - Augustin Auffray
- Životopis Dona Bosca - 13 dílů z devatenáctisvazkového díla.